# Arne Nilis
Arne Nilis (Hasselt, 27 februari 1991) is een voormalig Belgische voetballer die bij voorkeur als aanvallende middenvelder speelde. Hij is de zoon van voormalig voetballer Luc Nilis en kleinzoon van Roger Nilis.

## Voetbalcarrière
Nilis speelde tot 2008 in de jeugd van KRC Genk, waar hij samen speelde met onder anderen Kevin De Bruyne en Stallone Limbombe. Hij verruilde de jeugd van de Belgische club in 2008 voor die van PSV, waar zijn vader op dat moment werkte als spitsentrainer en scout. Op zijn zeventiende trad hij met de eerste ploeg van PSV aan in een oefenpartij tegen amateurclub De Treffers. Tot een officieel debuut in het eerste team kwam het door verschillende blessures niet. Nilis' contract bij PSV liep in 2011 af en werd niet verlengd.
Via zijn manager mocht hij een proefperiode afleggen bij KVC Westerlo, maar dat raakte niet overtuigd van zijn kwaliteiten. Nilis tekende in 2011 vervolgens een contract bij (toenmalig derdeklasser) KSK Hasselt. Hij maakte er op 25 augustus 2011 zijn debuut, waarbij hij direct zijn eerste goal maakte. In zijn eerste vier matchen scoorde hij driemaal. Na een rode kaart tegen Verviers, eind oktober 2013, gooide hij een bekertje water naar de scheidsrechter.

## Statistieken
| Seizoen         | Club            | Competitie         | Competitie | Competitie | Play-offs | Play-offs | Beker | Beker | Totaal | Totaal |
| Seizoen         | Club            | Competitie         | Wed.       | Dlp.       | Wed.      | Dlp.      | Wed.  | Dlp.  | Wed.   | Dlp.   |
| --------------- | --------------- | ------------------ | ---------- | ---------- | --------- | --------- | ----- | ----- | ------ | ------ |
| 2011/12         | KSK Hasselt     | Derde klasse B     | 9          | 5          | 0         | 0         | 0     | 0     | 9      | 5      |
| 2012/13         | KSK Hasselt     | Vierde klasse C    | 4          | 0          | 0         | 0         | 0     | 0     | 4      | 0      |
| 2013/14         | KSK Hasselt     | Derde klasse B     | 9          | 1          | 0         | 0         | 1     | 0     | 10     | 1      |
| 2014/15         | Bocholter VV    | Derde klasse B     | 3          | 0          | 0         | 0         | 0     | 0     | 3      | 0      |
| 2015/16         | Zonhoven VV     | 1ste Prov. Limburg | 2          | 0          | 0         | 0         | 0     | 0     | 2      | 0      |
| Carrière totaal | Carrière totaal | Carrière totaal    | 27         | 6          | 0         | 0         | 1     | 0     | 28     | 6      |

## Persoonlijk
Arne Nilis kampte (evenals zijn vader Luc) met gokverslaving, die begon gedurende zijn tijd als jeugdspeler bij PSV. In 2014, nadat zijn profcarrière reeds gestrand was, liet hij zich in Zuid-Afrika aan zijn verslaving behandelen. Momenteel is Arne meerdere jaren los van zijn gokverslaving. Hij volgde een opleiding ervaringsdeskundige in de geestelijke gezondheids- en verslavingszorg en geeft lezingen op scholen, organisaties en sportclubs.